# Svabite
La svabite è un minerale appartenente al gruppo dell'apatite.